# قرار مجلس الأمن التابع للأمم المتحدة رقم 656
قرار مجلس الأمن التابع للأمم المتحدة 656 ، الذي اتخذ بالإجماع في 8 يونيو 1990 ، بعد التذكير بالقرار 654 (1990) واستعراض تقرير من الأمين العام، وقرر المجلس تمديد مهام رصد وقف إطلاق النار والتسريح وفصل الكونترا والقوات الأخرى للمقاومة في نيكاراغوا حتى 29 يونيو 1990.
وحث القرار جميع الأطراف المعنية على الحفاظ على سرعة تسريح الجنود وزيادة سرعة تسريحهم حتى يتسنى الانتهاء من تسريحهم بحلول 29 يونيو 1990. وطلب أيضا إلى الأمين العام أن يقدم تقريرا إلى المجلس بحلول هذا التاريخ. وفي 29 يونيو، أبلغ الأمين العام المجلس بأن عملية التسريح قد أنجزت في اليوم السابق له، وأن فريق مراقبي الأمم المتحدة في أمريكا الوسطى قد ساعد في النزاع في نيكاراغوا.

## وصلات خارجية
- Text of the Resolution at undocs.org